# Savage: The Battle for Newerth
Savage: The Battle for Newerth – gra komputerowa z pogranicza fantasy i science fiction łącząca aspekty gry RTS oraz TPS w jednym. Sami twórcy gry określają ją jako 'Real Time Strategy Shooter'. Akcja gry jest osadzona w odległej przyszłości, kiedy ludzkość po bliżej nieokreślonym kataklizmie odbudowuje społeczeństwo i cywilizację, jednak jej istnienie jest zagrożone przez inteligentne bestie. Od pierwszego września 2006 roku, S2Games udostępniło bezpłatnie grę na swojej stronie internetowej.

## Rozgrywka
Celem gry jest zniszczenie Twierdzy/Legowiska przeciwnika, które stanowią główny punkt spawnu Żołnierzy (mogą oni także pojawiać się z garnizonów/nor (które można zbudować) oraz flag (których nie można budować)).
Savage jest w całości grą do rozgrywki sieciowej z innymi graczami. Rozgrywkę mogą prowadzić dwie lub więcej drużyn (zwykle Ludzie vs. Bestie, ale inne kombinacje są również możliwe). Każda drużyna posiada Dowódcę, który prowadzi rozgrywkę jak grę typu RTS. Zadaniem Dowódcy jest opracowywanie broni, wskazywanie miejsca konstrukcji budynków, i - rzecz jasna - dowodzenie resztą graczy we własnej drużynie. Każdy, kto jako pierwszy na początku rozgrywki kliknie przycisk dowódcy, automatycznie zostaje Dowódcą, co może prowadzić rzecz jasna do problemów, jeśli gracz nie będzie sobie radził z tą rolą. By temu zapobiec, drużyna może dokonać szybkiego głosowania, w wyniku którego dochodzi do obalenia dotychczasowego Dowódcy i wybranie nowego. Nowi gracze mogą bez przeszkód uczyć się roli Dowódcy, prowadząc rozgrywkę na pustych serwerach.
Pozostali z możliwych 63 graczy drużyny pełni rolę Żołnierzy, prowadząc rozgrywkę typu FPS, chociaż większość walk to potyczki wręcz, z perspektywy trzeciej osoby. Głównym zadaniem Żołnierzy jest zwalczanie przeciwników, obrona Twierdzy/Legowiska oraz podejmowanie prób zniszczenie wrogiej kwatery głównej. Mogą oni także pomagać w budowie budynków lub zbieraniu surowców. Niektórzy z Żołnierzy mogą zostać awansowani przez Dowódcę do rangi Oficera. Oficerowie pomagają w koordynacji działań Żołnierzy oraz kierować atakami, których Dowódca jako pojedyncza osoba fizycznie nie byłby w stanie nadzorować. Oficerowie odzyskują powoli samoczynnie życie, tak samo jak Żołnierze w ich pobliżu.
Po każdej stronie jest także dziesięciu Robotników, ale są oni wygenerowani przez komputer i znajdujące się pod pełną kontrolą Dowódcy jak typowe jednostki z gier RTS. Robotnicy służą przede wszystkim do budowania struktur i zbierania zasobów, jednak w razie potrzeby Dowódca może rozkazać im walczyć. Ich skuteczność bojowa jest jednak mierna.
Żołnierze walczą przy użyciu broni białej, unikalnej dla ich wybranej jednostki, oraz arsenału broni dystansowych, które mogą dowolnie wybierać z posiadanych przez swoją drużynę (Bestie posiadają także jako alternatywę możliwość ulepszania broni białej). Dodatkowo Żołnierze posiadają trzy sloty na przedmioty, które mogą nosić ze sobą (przykładowo Ludzie mogą wybierać między przedmiotami takimi jak apteczki, magazynki, miny czy ładunki wybuchowe).
Obie frakcje posiadają swoje mocne jak i słabe strony. Bestie biegle walczą wręcz, co podkreśla ich zdolność do dopadania wrogów czy fakt, że ich główne bronie są w całości broniami białymi. Z drugiej strony Ludzie skupiają się na broniach dystansowych, co podkreśla ich brak specjalnych broni białych, szeroki wachlarz wszelkiej maści broni palnych oraz zdolność do blokowania ataków w walce wręcz.